# Сера дел'Олмо (Потенца)
Сера дел'Олмо (итал. Serra dell'Olmo) је насеље у Италији у округу Потенца, региону Базиликата.
Према процени из 2011. у насељу је живело 48 становника. Насеље се налази на надморској висини од 798 м.